# Малінка (гміна Видміни)
Малінка (пол. Malinka, нім. Birkfelde) — село в Польщі, у гміні Видміни Гіжицького повіту Вармінсько-Мазурського воєводства.
Населення — 86 осіб (2011).
У 1975-1998 роках село належало до Сувальського воєводства.

## Демографія
Демографічна структура станом на 31 березня 2011 року:
|          | Загалом | Допрацездатний вік | Працездатний вік | Постпрацездатний вік |
| -------- | ------- | ------------------ | ---------------- | -------------------- |
| Чоловіки | 56      | 10                 | 37               | 9                    |
| Жінки    | 30      | 4                  | 14               | 12                   |
| Разом    | 86      | 14                 | 51               | 21                   |